# Cell Chemical Biology
Cell Chemical Biology è una rivista scientifica mensile sottoposta a revisione paritaria e pubblicata dalla Cell Press. La rivista pubblica ricerche nel campo della biologia chimica e studi al confine tra chimica e biologia. Secondo il Journal Citation Reports, la rivista ha ricevuto un fattore di impatto per il 2023 pari a  6,6.
Gli articoli divengono ad accesso aperto dopo 12 mesi dalla data di pubblicazione.

## Indicizzazione
Gli abstract e gli articoli della rivista sono indicizzati da:
- PubMed[3]
- MEDLINE[4]
- Science Citation Index Expanded[5]
- Scopus[6]
- Embase[7]

## Articoli notevoli
- (EN) Caitlyn E. Bowman, Susana Rodriguez e Ebru S. Selen Alpergin, The Mammalian Malonyl-CoA Synthetase ACSF3 Is Required for Mitochondrial Protein Malonylation and Metabolic Efficiency, in Cell Chemical Biology, vol. 24, n. 6, 2017-06,  pp. 673–684.e4, DOI:10.1016/j.chembiol.2017.04.009. (malonil-CoA)
- Baoen Chen, Yang Sun e Jixiao Niu, Protein Lipidation in Cell Signaling and Diseases: Function, Regulation, and Therapeutic Opportunities, in Cell Chemical Biology, vol. 25, n. 7, 19 luglio 2018,  pp. 817–831, DOI:10.1016/j.chembiol.2018.05.003. URL consultato il 18 maggio 2023. (modificazione post traduzionale)
- (EN) Carlos Guijas, Clara Meana e Alma M. Astudillo, Foamy Monocytes Are Enriched in cis-7-Hexadecenoic Fatty Acid (16:1n-9), a Possible Biomarker for Early Detection of Cardiovascular Disease, in Cell Chemical Biology, vol. 23, n. 6, 23 giugno 2016,  pp. 689–699, DOI:10.1016/j.chembiol.2016.04.012. URL consultato il 24 gennaio 2020. (acido ipogeico)
- Lorna J. Hale and Melissa H. Little, Shining a Light on Alport Syndrome, in Cell Chemical Biology. (sindrome di Alport)
- (EN) Carlos Guijas, Clara Meana e Alma M. Astudillo, Foamy Monocytes Are Enriched in cis-7-Hexadecenoic Fatty Acid (16:1n-9), a Possible Biomarker for Early Detection of Cardiovascular Disease, in Cell Chemical Biology, vol. 23, n. 6, 23 giugno 2016,  pp. 689–699, DOI:10.1016/j.chembiol.2016.04.012. URL consultato il 24 gennaio 2020. (acido cis-7-esadecenoico)
- (EN) Caitlyn E. Bowman, Susana Rodriguez e Ebru S. Selen Alpergin, The Mammalian Malonyl-CoA Synthetase ACSF3 Is Required for Mitochondrial Protein Malonylation and Metabolic Efficiency, in Cell Chemical Biology, vol. 24, n. 6, 2017-06,  pp. 673–684.e4, DOI:10.1016/j.chembiol.2017.04.009. (aciduria combinata malonica e metilmalonica)